# Автолітографія
Автолітографія (грец. Autos — сам та Lithos — камінь; Grapho — пишу) — різновид літографії, виконання художнього твору на камені або офсетному цинку, при якому зображення на камінь наносить художник-автор, на відміну від репродукційної літографії, де оригінал перемальовує на камінь майстер-літограф.
Технікою автолітографії користувались видатні художники XIX сторіччя. В Україні автолітографію знали Т. Шевченко, К. Трутовський, М. Мурашко та інші. У XX столітті автолітографію використовували М. Дерегус, В. Касіян та інші.